# Karlheinz Stockhausen

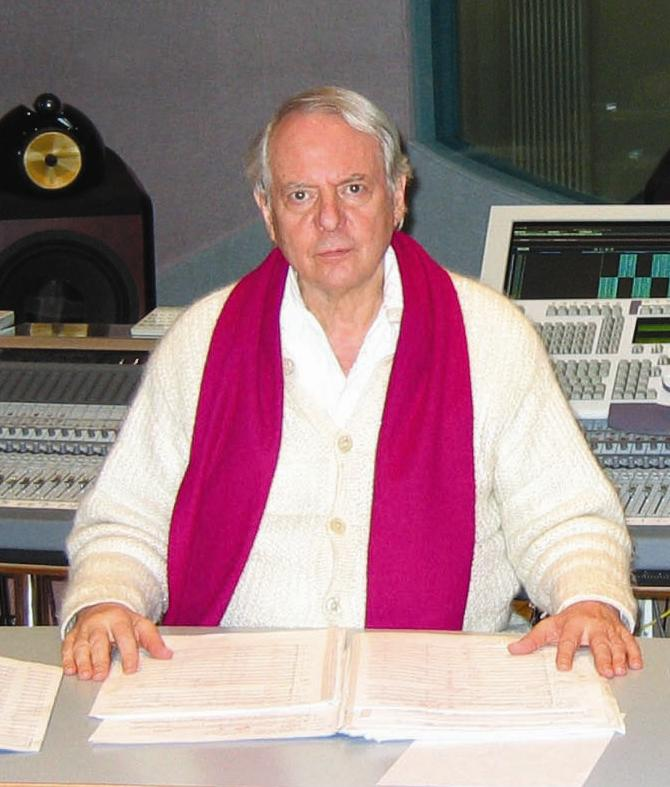
Karlheinz Stockhausen, 07 martie 2004

Karlheinz Stockhausen (n. 22 august 1928, Mödrath⁠(d), Statul Liber Prusia⁠(d), Germania – d. 5 decembrie 2007, Kürten, Renania de Nord-Westfalia, Germania) a fost un compozitor german. Este considerat de critici ca fiind unul dintre cei mai importanți compozitori ai secolului XX.
Pentru unii critici, este considerat „unul dintre cele mai mari vizionari ai muzicii secolului XX" (Hewett 2007). Stockhausen este cel mai bine cunoscut pentru inovațiile sale în domeniul muzicii electronice, seriale, spațiale și al aleatorismului muzical.

## Biografie
Educația lui Karlheinz Stockhausen a început în Germania la Hochschule für Musik Köln și la Universitatea din Köln, iar mai târziu, a studiat compoziția cu Olivier Messiaen în Paris și cu Werner Meyer - Eppler la Rheinische Friedrich - Wilhelms - Universität Bonn . A fost una dintre cele mai importante figuri ale Școlii de la Darmstadt, iar teoriile sale cu privire la compoziție au fost, și încă sunt actuale, nu numai pentru compozitorii de muzică cultă contemporană, ci și pentru cei de jazz și muzică populară . Lucrările sale, compuse într-o perioadă de mai mult de șaizeci de ani, depășește granițele tradiționale . În afară de muzica electronică, compozițiile lui variază de la miniaturi pentru carilon, cântece, muzică de cameră, până la muzică orchestrală, corală, lucrări pentru instrumente solo și un ciclu de șapte opere. Activitatea sa eseistică include 10 de volume . El a primit, de asemenea, numeroase premii pentru compozițiile sale, înregistrările sale și la vânzările de casa lui de producție.
Printre compozițiile sale cele mai valoroase se numără o serie de 19 Klavierstücke (pentru pian solo), Kontra-Punkte pentru 10 instrumente, muzica concretă (electronică) Gesang der Jünglinge im Feuerofen, Gruppen pentru trei orchestre, lucrări pentru percuție solo Zyklus, Kontakte, cantata Momente, concertul electronic intitulat Mikrophonie I, Hymnen, Stimmung pentru șase soliști vocali, Aus den Sieben Tagen , Mantra pentru două piane și instrumente electronice, Tierkreis , Inori pentru soliști și orchestră și ciclul de operă gigantic cu titlul Licht. 
A murit de insuficiență cardiacă la vârsta de 79 de ani, la 5 decembrie 2007, la casa sa din Kürten, Germania.

## Compoziție
Karlheinz Stockhausen a scris mai mult de 370 de compoziții. De multe ori el se îndepărtează radical de la tradiția muzicală. Alți compozitori care l-au influențat pe Stockhausen au fost Olivier Messiaen, Edgard Varèse, și Anton Webern. De asemenea, alte surse importante de inspirație au fost reprezentate de către cinematografie (Stockhausen 1996b) și de către artiști vizuali, cum ar fi Piet Mondrian (Stockhausen 1996a, 94; Texte 3, 92-93; Toop 1998) și Paul Klee (Maconie 2005, 187).

## Lucrări importante
- 1951 Kreuzspiel (pentru oboi, clarinet bas, pian și trei percuționiști)
- 1952 Klavierstücke I - IV (pian)
- 1953 Kontra - Punkte
- 1955 Klavierstücke V - VIII (pian)
- 1956 Gesang der Jünglinge im Feuerofen (muzică electronică)
- 1956 Klavierstück XI (pian)
- 1957 Gruppen (pentru 3 orchestre)
- 1959 Zyklus (pentru un percuționist)
- 1960 Carré (pentru patru coruri și patru orchestre)
- 1960 Kontakte (pentru pian, percuție și bandă)
- 1960 Telemusik (muzica electronică)
- 1961 Original (teatru muzical)
- 1961 Klavierstücke IX - X (pentru pian)
- 1964-1965 Mikrophonie (pentru tam - tam și live-electronic)
- 1966 Telemusik (muzică electronică și muzică concretă)
- 1967 Hymnen (muzică electronică și muzică concretă)
- 1967 Prozession
- 1968 Stimmung (pentru 6 voci)
- 1968 Aus den Sieben Tagen (15 piese de muzică intuitivă)
- 1969 Momente (pentru soprană, patru coruri și instrumente )
- 1970 Mantra (pentru 2 piane)
- 1974 Inori (pentru unul sau doi soliști și orchestră; Inori = rugăciune în japoneză )
- 1976 Harlekin (clarinet)
- 1977 Der Jahreslauf
- 1977 Der kleine Harlekin (clarinet)
- 1981 Donnerstag (joi) din Licht ( "Lumină", o compoziție pentru fiecare zi a săptămânii; aproximativ 4 ore de muzică pe zi)
- 1984 Samstag (sâmbătă) din Licht
- 1988 Montag (luni) din Licht
- 1991 Dienstag (marți) de Licht
- 1994 Freitag (vineri) de Licht
- 1995 Klavierstück XVI (pian, sintetizator și muzică electronică)
- 1996 Mittwochs-Gruß (salutul de miercuri) din Licht (muzică electronică și muzică concretă)
- 1999 Klavierstück XVII" (sintetizator și muzică electronică)
- 2002 Europa - Gruß"
- 2003 Sonntag din Licht (Duminică din lumină)
- 2004 Klavierstück XVIII " (sintetizator)
- 2004 Himmelfahrt  ( Înălțarea Domnului ) din Klang ( "Sunet", proiect de muzică electronică dedicat celor 24 de ore ale zilei)
- 2005 Freude (Bucurie) din Klang
- 2006 Natürliche dauern 1-24 (Durate naturale 1-24) din Klang
- 2005 Himmels-Tür (Poarta Raiului) din Klang
- 2006 Harmonien din Klang
- 2007 Cosmic Pulses aus Klang (Impulsuri cosmice din Klang)